# Алхан-Кала
Алхан-Кала (рос. Алхан-Кала) — село у Грозненському районі Чечні Російської Федерації.
Населення становить 12 176 осіб (2019). Входить до складу муніципального утворення Алхан-Калінське сільське поселення.

## Історія
Згідно із законом від 20 лютого 2009 року органом місцевого самоврядування є Алхан-Калінське сільське поселення.

## Населення
| 1979    | 1990    | 2002    | 2010    | 2012    | 2013    | 2014    |
| ------- | ------- | ------- | ------- | ------- | ------- | ------- |
| 10 208  | ↗11 400 | ↘10 146 | ↗11 415 | ↗11 561 | ↘11 535 | ↘11 526 |
| 2015    | 2016    | 2017    | 2018    | 2019    |         |         |
| ↗11 656 | ↗11 814 | ↗11 924 | ↗12 110 | ↗12 176 |         |         |